# Olga Holtz
Pour les articles homonymes, voir Holtz (homonymie).
Olga Vladimirovna Holtz (russe : Ольга Гольц, née le 19 août 1973) est une mathématicienne russe spécialisée en analyse numérique. Elle a reçu plusieurs distinctions, notamment le prix Sofia Kovalevskaïa en 2006 et le prix EMS en 2008. Depuis 2008, elle est membre de la Junge Akademie en Allemagne.

## Biographie
Le développement précoce d'Olga Holtz en mathématiques est en grande partie dû à ses parents, tous deux programmeurs. À l'âge de 15 ans, elle a été sélectionnée pour une haute école spécialisée dans les mathématiques, dont elle est diplômée deux ans plus tard. Elle fréquente l'université d'État du Sud de l'Oural de Tcheliabinsk (1995) et l'université du Wisconsin à Madison (2000), en restant dans cette dernière jusqu'en 2002 sur un poste de recherche postdoctorale après avoir obtenu son doctorat sous la direction de Hans Schneider avec une thèse intitulée Theorems and Counterexamples on structured matrices. Elle a ensuite passé un an et demi en Allemagne, avec une bourse de recherche Humboldt à l'Institut de mathématiques de l'université technique de Berlin auprès de Volker Mehrmann, avant de retourner aux États-Unis en 2004, où elle occupe un poste de Morrey Assistant Professor auprès d'Alan Weinstein au département de mathématiques de l'université de Californie à Berkeley de 2004 à 2007.
Après avoir remporté le prix Sofia Kovalevskaïa en 2006, doté de 1 000 000 € pour quatre ans, Olga Holtz monte son groupe de recherche à l'université technique de Berlin, où elle devient professeure de mathématiques appliquées, tout en travaillant comme professeure de mathématiques à l'université de Californie, Berkeley.

## Travaux
Elle travaille dans les domaines de l'algèbre linéaire numérique, l'algèbre commutative, l'informatique (analyse d'algorithmes, théorie de la complexité), l'analyse numérique (ondelettes et splines, la théorie de l'approximation), la Combinatoire (comme l'algèbre des zonoèdres)), le traitement du signal (comme l'acquisition comprimée) et la théorie des probabilités.
Dans le discours pour son prix EMS 2008, ont été soulignés en particulier, sa preuve de l'inéquation de Newton pour les M-matrices, ses travaux fondateurs sur l'évaluation de polynômes en arithmétique finie, et la preuve que tous les algorithmes basés sur la théorie des groupes pour accélérer la multiplication de matrices sont numériquement stables.

## Prix et distinctions
Olga Holtz a reçu le prix Sofia Kovalevskaïa, en 2006.
La Société mathématique européenne lui décerne le prix EMS en 2008, et le Conseil européen de la recherche lui a décerné le "Starting Grant", doté de 880 000 € pour cinq ans, en août 2010.
En 2009/2010, elle est John von Neumann Fellow de l'Institute for Advanced Study à Princeton.
En 2015, elle est élue fellow de l'American Mathematical Society « pour ses contributions en algèbre linéaire  numérique, en analyse numérique, en théorie de l'approximation, en informatique théorique, et en algèbre ».

## Autres activités
Olga Holtz a envisagé une carrière dans la musique avant d'opter pour les mathématiques, avec une formation de pianiste et une prédilection pour la musique de Bach.
Elle chante avec le Chœur philharmonique de Berlin dirigé par Jörg-Peter Weigle,, et pratique la danse.
Elle a suivi une formation de producteur et réalisateur au Berkeley Digital Film Institute en 2012-13. Elle a écrit une adaptation du roman Dark Matter de Aner Shalev et travaille à sa production.
En 2013, elle réalise son premier long métrage, The Zahir, tourné à Berkeley. Il est inspiré d'une nouvelle éponyme de Jorge Luis Borges et traite par le réalisme magique le thème de l'obsession.